# Tontine Bamiléké
La Tontine Bamiléké est une institution financière traditionnelle très répandue chez les Bamiléké de l'Ouest-Cameroun. Elle joue un rôle essentiel dans l'économie locale et la cohésion sociale.

## Définition et origine
La tontine, également appelée « tchoua », est un système d'épargne et de crédit rotatif. Elle fonctionne comme une banque parallèle.
Il est difficile de connaitre l'origine de la tontine chez les Bamiléké, mais il s'agit d'une pratique ancienne et bien ancrée dans leur culture.

## Fonctionnement
Les éléments de fonctionnement de la Tontine Bamiléké sont:
- L'association de la tontine qui regroupe un nombre variable de personnes (membres d'une même famille, d'un même village, etc.), groupes d'intérêts.

- Les cotisations de chaque membre qui verse régulièrement une cotisation fixe (en argent ou en nature) à un fonds commun.

- L'attribution des fonds effectuée à chaque période (jour, semaine, mois) lorsque la totalité du fonds est attribuée à un membre désigné à l'avance (par tirage au sort, enchères, etc.).

- La rotation qui permet au processus de se répéter jusqu'à ce que chaque membre ait reçu une fois la totalité du fonds.

- La solidarité des membres d'une même « tchoua » sont liés par un instinct d'honnêteté, renforcé par la crainte de châtiments surnaturels en cas de déloyauté.

## Rôle économique et social
La Tontine Bamiléké est une épargne forcée et régulière qui permet, même pour de petites sommes, et de constituer un capital.
Elle est aussi un crédit à des personnes qui n'auraient pas forcément accès aux institutions financières formelles.
Elle est ensuite un investissement car les fonds collectés grâce aux tontines sont souvent utilisés pour financer des projets personnels ou professionnels (commerce, agriculture, construction, etc.).
La Tontine Bamiléké sert à la cohésion sociale en renforçant les liens sociaux entre les membres, favorise l'entraide et la solidarité (travaux collectifs, aide en cas de maladie ou de deuil).
Réussite collective : À travers les tontines, les réussites personnelles contribuent à la réussite collective du groupe.

## Évolution et adaptation
Les tontines ont évolué avec le temps et se sont adaptées aux réalités économiques modernes. Elles fonctionnent aujourd'hui comme de véritables banques parallèles, offrant des services financiers adaptés aux besoins des populations locales.
La tontine est un élément essentiel du dynamisme économique des Bamiléké.
Elle est un vecteur de leur image de commerçants et d'entrepreneurs dans tout le Cameroun.
Elle témoigne de leur capacité à s'organiser collectivement pour atteindre des objectifs économiques et sociaux.